# 天主教恩賈梅納總教區
天主教恩賈梅納總教區（拉丁語：Archidioecesis Ndiamenana）是乍得一個羅馬天主教教省總教區，下轄六個教區。是該國唯一一個總教區。
教區的前身、拉密堡宗座監牧區成立於1947年1月9日，1955年9月14日升為教區。1961年12月22日升為總教區。1973年10月15日易名至今。
總教區包括乍得西北部的廣大地區，幅蓋七個省份。2004年有教友156,608人（佔轄區總人口5.9%）、十八個堂區、四十一名司鐸。現任教區總主教為瑪第亞‧恩加泰里‧馬亞迪。